# Inpalumbia
Inpalumbia – niemiecki zespół punkrockowy, powstały w 1990 w Monachium. Wykonywał ambitną i urozmaiconą aranżacyjnie i rytmicznie odmianę tej muzyki, wykorzystując m.in. szeroką paletę instrumentów dętych i nawiązując do rocka awangardowego, new wave i brzmień gotyckich. W poetyckich tekstach Bücherla pojawiały się nawiązania do germańskiej mitologii i książek Heimito von Doderera. Po nagraniu dwóch płyt zespół rozwiązał się w 1999.
W 1996 Inpalumbia odwiedziła m.in. Polskę, koncertując z amerykańską grupą Alice Donut.

## Skład
- Anton Bücherl (wokal, piano)
- Marc Bücherl (bas)
- Andi Stübner (gitara)
- Mikel Jack (perkusja)
- Alois Schmelz (instrumenty dęte)

## Dyskografia
- Inpalumbia EP (1992)
- Undone (1994)
- Still undone (1998)